# نصف‌النهار ۱۳۵ درجه غربی
نصف‌النهار ۱۳۵ درجه غربی ۱۳۵مین نصف‌النهار غربی از گرینویچ است که از لحاظ زمانی ۹ساعت و ۰دقیقه با گرینویچ اختلاف زمانی دارد.
این نصف‌النهار از قطب شمال شروع و از مناطق زیر گذشته و به قطب جنوب ختم می‌شود.
- کانادا
- اقیانوس آرام